# La Llaguna
La Llaguna ([ləʎə'ɣunə], oficialment i en francès La Llagonne) és una comuna nord-catalana de la comarca del Conflent.
L'església de Sant Vicenç de la Llaguna s'alça en un turó al costat de la torre del Capil, en l'espai on hi havia hagut el castell de la Llaguna.
En el terme comunal hi ha el petit aeròdrom de Montlluís situat al Coll de la Quillana. També s'hi troba el nucli de població dels Cortals.

## Etimologia
Segons l'Onomasticon Cataloniae, de Joan Coromines, el nom Llacuna, o Llaguna, prové de la paraula romànica llacuna, amb sonorització de l'oclusiva velar tal vegada per influència mossàrab. L'estany que donà nom al poble era a ponent seu; fou assecat a començaments del segle X per fer-hi passar carretera general, D - 118.

## Geografia

### Localització i característiques generals del terme

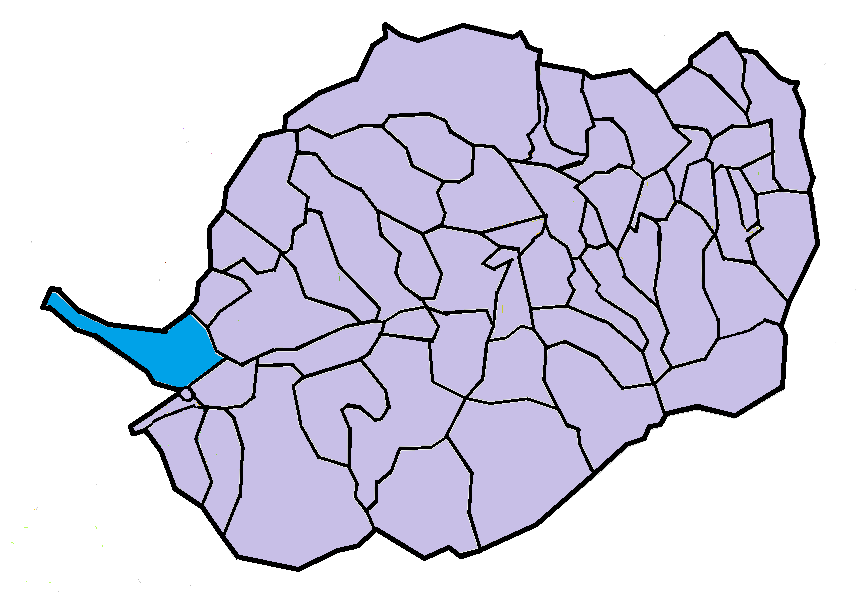
La Llaguna en el Conflent

El terme comunal de la Llaguna, de 230.900 hectàrees d'extensió és situat en un pla allargassat de nord-oest a sud-est, lleugerament inclinat cap a aquest costat, per la qual cosa els seus cursos d'aigua pertanyen a la conca de la Tet. És a l'extrem oest de la comarca, al límit amb l'Alta Cerdanya i el Capcir.
El punt més elevat del terme de la Llaguna és el seu extrem nord-oest, termenal amb els Angles, on, al Serrat de l'Estany d'Auda, arriba als 2.193,5 m alt. Des d'aquest punt el termenal amb la comuna cerdana de Bolquera (tot i ser molt a prop del terme, també cerdà, d'Angostrina i Vilanova de les Escaldes, les dues comunes no s'arriben a tocar mai), sense cap accident geogràfic que el marqui, baixa cap al sud-oest fins a trobar la llera de la Tet a 1.940 m alt. Tot el termenal sud-oest del terme està constituït pel riu, entre l'altitud abans esmentada i els 1.527,9, que és el punt més baix de tot el terme. Poc abans d'aquest punt, el terme de la Llaguna limita breument de primer amb el de la Cabanassa i tot seguit amb el de Montlluís.
Tot el termenal nord i nord-est del terme és una línia que no segueix cap termenal natural, més que algunes carenes secundàries en alguns trams, i que va davallant dels 2.193,5 m alt anteriors, cap al Roc del Felip, de 2.132, cap al Puig de Calbet, de 1.893,2, i cap a la Jaça d'en Calbet, on, a 1.716,3 m alt, deixa de limitar amb els Angles i comença a fer-ho amb Matamala. Poc més al sud-est arriba als 1.718 m alt a prop al nord-oest del poble de la Llaguna, exactament a la cruïlla de les carreteres D - 32 i D -32f, torç cap al nord-est i segueix un tram de pla, passant pel Coll de la Quillana, de 1.711,7 m alt. Tot seguit torna a pujar, sempre cap al nord-est, cap al Roc Roig i el Roc del Puig de Castelló, on, a l'alçada de 1.953 m alt, on acaba el termenal amb Matamala i comença el de Caudiers de Conflent, fa una inflexió cap al sud-est vers el Coll de la Jaguinta, de 1.881,8 m alt, i el punt, a 1.918, abandona el termenal amb Caudiers de Conflent i comença el d'Aiguatèbia i Talau.
De seguida arriba al Coll del Comall, de 1.892,4 m alt, el Pic de la Tallada, de 1.919,2, el Coll de la Llosa, de 1.860,2, i el vessant sud-occidental del Pic o Puig de la Tossa, a la cota 2.028. En aquest lloc deixa de ser termenal amb Aiguatèbia i Talau i comença a ser-ho amb Sautó. Aquest termenal segueix la direcció sud-oest, i davalla progressivament sense seguir límits naturals, fins que arriba al Rialer, afluent per l'esquerra de la Tet, a 1.572 m alt. Aquest riu esdevé el terme sud-est i sud del terme de la Llaguna, limítrof amb Sautó, fins que s'aboca en la Tet en el punt més baix del terme de la Llaguna, abans esmentat, al límit amb Montlluís. El poble de la Llaguna és a 1.684,5 m alt, i a l'interior del terme no hi ha cap elevació destacada, a part de petits serrats no gaire eminents.
La Llaguna forma part del Parc Natural Regional dels Pirineus Catalans. Dins del terme hi ha part del Bosc Estatal del Camí Ramader, el Bosc Comunal de la Llaguna, al nord-est de la comuna, i el Bosc Estatal de Barrès, al nord-oest.
Termes municipals limítrofs:
|                          | Els Angles / Matamala (Capcir) | Caudiers de Conflent |
|                          |                                | Aiguatèbia i Talau   |
| Bolquera (Alta Cerdanya) | La Cabanassa / Montlluís       | Sautó                |

### La Llaguna

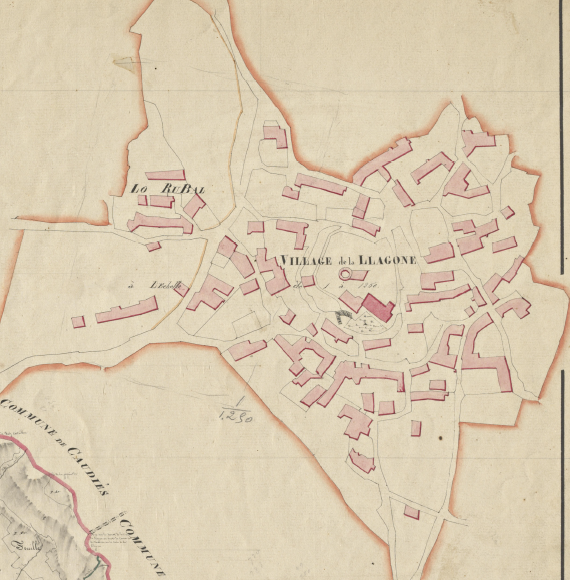
La Llaguna en el Cadastre napoleònic del 1812 (Arxius Departamentals dels Pirineus Orientals, ADPO)

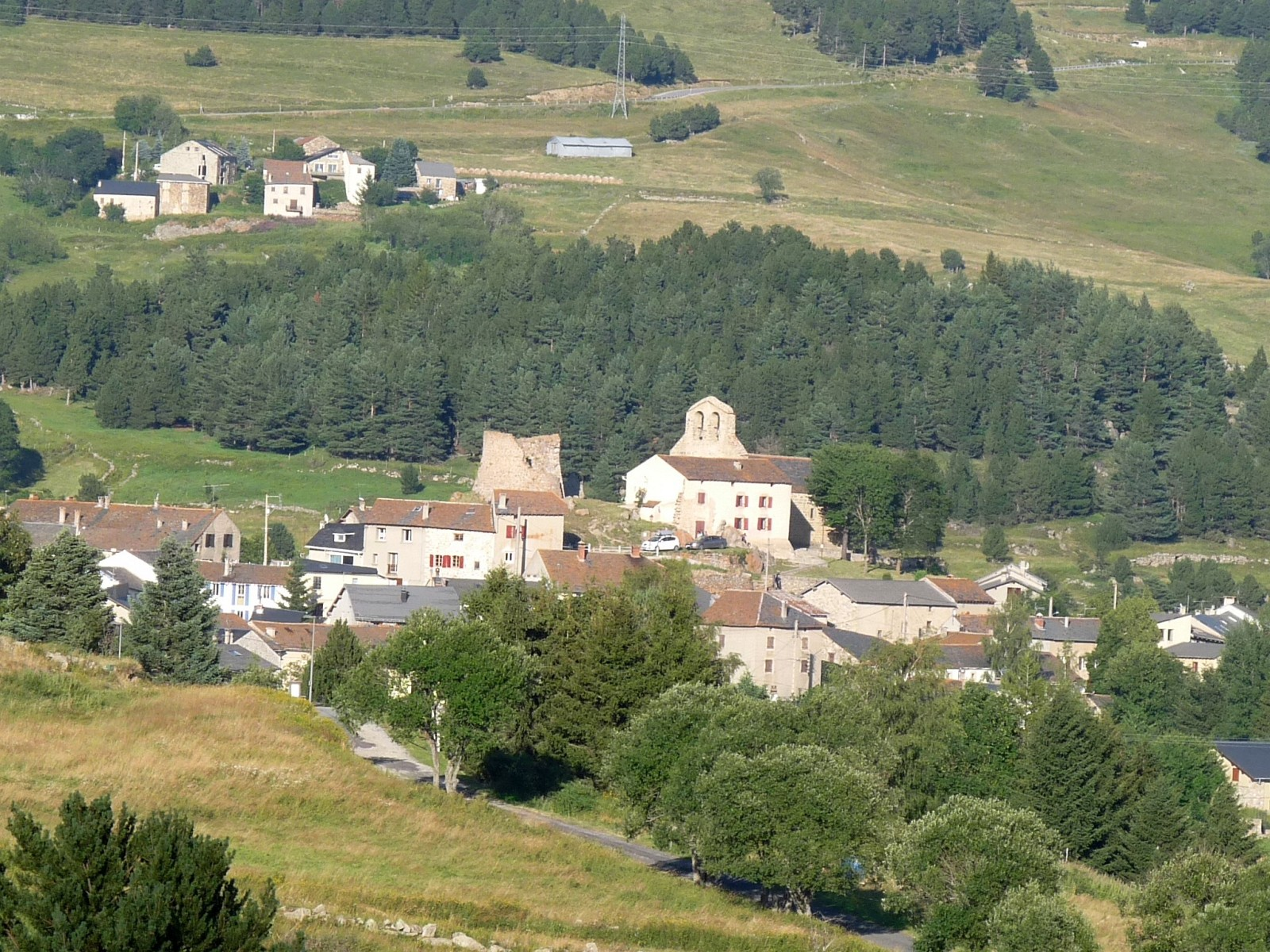
Vista del centre del poble

El poble de la Llaguna està situat al centre de l'extrem sud-est del terme, a la zona de pas del Conflent al Capcir, a migdia del pla que domina la major part del territori de la Llaguna. És a 1.660 metres d'altitud. Al centre del nucli urbà es conserven les restes del Castell de la Llaguna, entre les quals, l'església parroquial del poble, Sant Vicenç de la Llaguna. El poble no presentava un nucli agrupat, sinó dispers en diversos ravals (el del nord-oest conserva el nom de Raval) als peus del turonet on eren el castell i l'església de Sant Vicenç.
El poble vell de la Llaguna era uns 700 metres a ponent del castell i de l'emplaçament actual del nucli de població, ran de l'estany que dona nom al poble, i que fou assecat a principis del segle XX per tal de fer-hi passar la carretera.
En els darrers cinquanta anys, el poble de la Llaguna s'ha estès en els entorns del seu nucli primigeni, amb noves urbanitzacions com Cambra d'Ase, les Sorbiers. Plein soleil, la Via Reial, Lo Carretal, Vista Alegre, Lo Còrrec Roca Cornuda i els Tarters, a més de la Zona artesanal de les Artigues, en una barreja entre topònims tradicionals i noms de caràcter comercial, propagandístic.

### Els Cortals

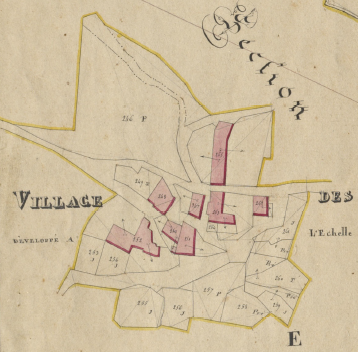
Els Cortals en el Cadastre napoleònic del 1812 (ADPO)

El petit nucli dels Cortals, antigament els Cortals d'Ovança, documentat des del 1.105, està situat a llevant de la Llaguna, a quasi un quilòmetre i mig en línia recat, al peu del Puig de la Tossa. Està format per un petit grup de cases, sense església, dessota mateix de l'important Bosc dels Cortals, que forma part actualment del Bosc Comunal de la Llaguna.
Pertanyia a la Baronia de Nyer, per tant, a la família de Banyuls, almenys des del 1340 i fins a la Revolució Francesa. Aleshores fou creada la comuna dels Cortals, que el 1822 era annexada a la Llaguna.

### Els Colls
Situat a ponent, i una mica per sota dels Cortals, a mig camí entre els Cortals i la Llaguna, els Colls és un petit nucli de població centrat en una masia o granja.

### Castell de la Llaguna
El 1267 és esmentat el castrum de ça Laguna, del qual roman dempeus actualment la torre cilíndrica del Capil i l'església fortificada. La torre fou construïda el 1267, alhora que les fortificacions del poble, per tal de prevenir les invasions franceses. La frontera francocatalana es trobava aleshores més al nord, al lloc que encara avui dia significa un dels límits septentrionals dels Països Catalans, al límit amb el terme de Queragut. La torre tenia la funció de guaita, i era la peça central d'una xarxa de la qual formaven part la Torre dels Angles, la torre del Castell de Prats de Balaguer, en el terme de Fontpedrosa, la de Fetges, la de la Quillana i la d'Ovança.

### Espona
L'antic lloc d'Espona era situat aproximadament un quilòmetre al nord dels Cortals. És esmentat des de l'any 1.011, quan n'és esmentada l'església de Sant Valentí (eccl. S. Valentini in villa Sponda). A penes en resten algunes restes de murs, en el lloc encara conegut com a Sant Valentí. En aquest lloc hi ha restes d'un hàbitat prehistòric.

### Els Pujals
L'antic lloc dels Pujals és documentat des del 942, citat com a límit de la Llaguna. Pere Ponsich el situa en els vessants del Puig de la Tossa.

### La Quillana

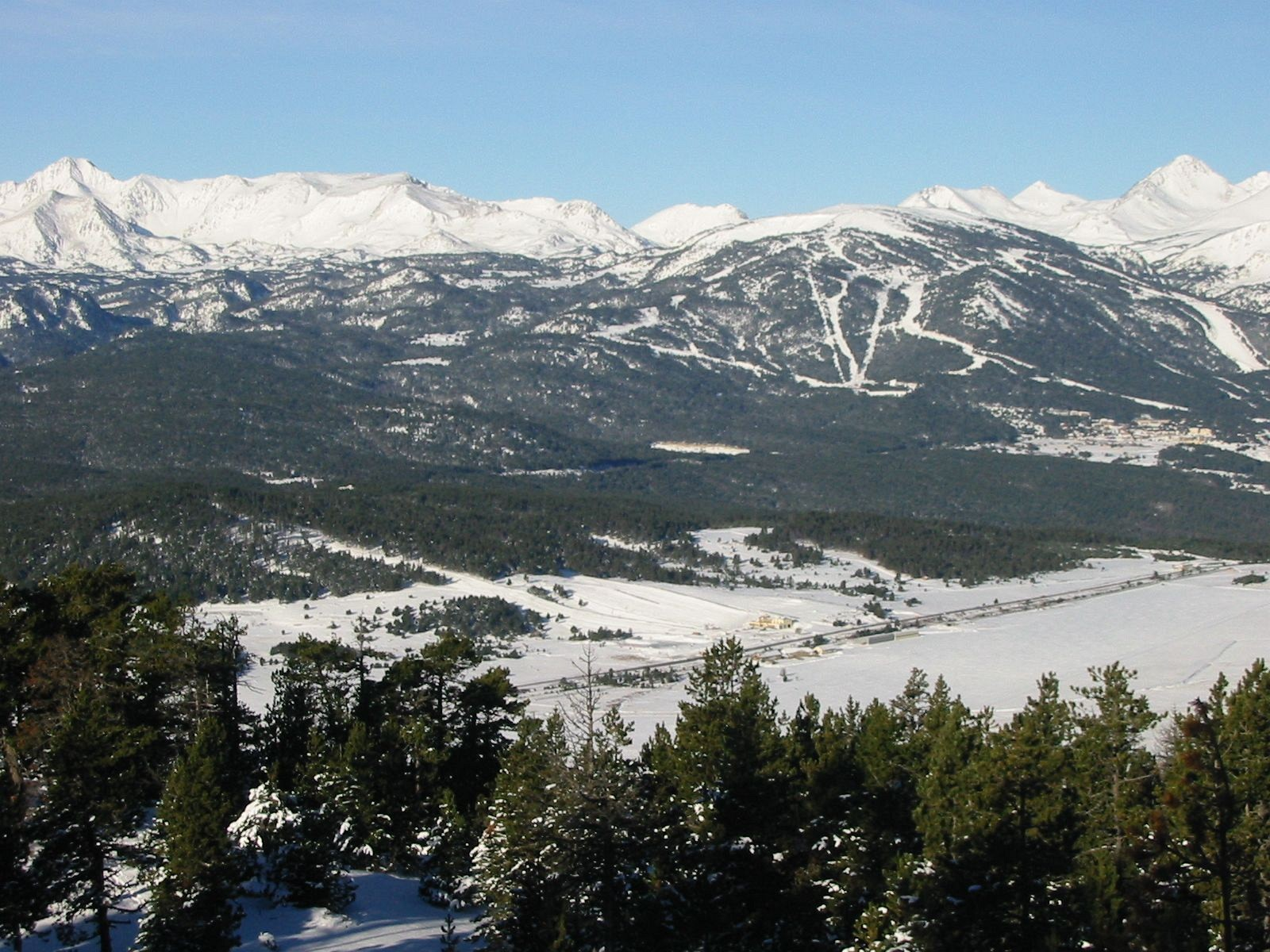
Vista de conjunt de la Quillana

El lloc de la Quillana, on hi havia una torre de guaita avui dia desapareguda, era en els entorns d'on ara es troba l'estació d'esquí d'aquest nom, a llevant del Coll de la Quillana i al nord-est de l'Aeròdrom de Montlluís.

### Aeròdrom de Montlluís - la Quillana
Al nord del poble de la Llaguna, ocupant tot el racó nord-est del terme comunal es troba el lloc de la Quillana, l'element actual més destacat del qual és l'Aeròdrom de Montlluís o de Montlluís - la Quillana. És un aeròdrom militar, actualment utilitzat per les unitats de paracaigudistes que integren la guarnició militar de Montlluís. És obert també a un centre de vol a vela.

### El Reducte Dagobert
El Reducte Dagobert pertanyia al complex d'estructures militars auxiliars de la fortalesa de Montlluís. Ara molt desfet per l'abandonament, el pas del temps i les feines forestals veïnes, el trapezi que formava conserva bona part del fossat que l'envoltava. Es tractava d'un punt avançat de guàrdia dalt d'una petita prominència, connectat a simple vista amb la fortalesa, però que ampliava la perspectiva cap a la Cerdanya. Està situat a ponent de la Llaguna, equidistant d'aquest poble i de Montlluís, a l'extrem sud-occidental del terme de la Llaguna.

### Els masos del terme
En el terme de la Llaguna no hi ha masos dispersos, sí algunes construccions aïllades amb diverses finalitats, com les barraques relacionades amb la vida al bosc i el pastoreig: barraques de la Jaça de Bernadí, de la Pedrera, del Coll de la Llosa, del Pla de Llosent, i Barraques del Pla de Barrés; corrals: el Corral dels Avellaners; cortals: la Borda, el Cortal dels Tallats; construccions amb finalitats específiques: la Casa del Capcir i l'Alt Conflent, antigament Casa Cantonyera de la Quillana, la Central Elèctrica, el Refugi militar de la Jaça de Bernadí, la Serradora i els Telesquís. Hi ha algunes creus de terme: Creu de la Roca Cornuda, Creu de l'Església Vella, Creu de la Llaguna, Creu del Serrat de Priol i Creu del Pla de Barrés. Hi ha també ponts i passarel·les: la Passarel·la, la Passarel·la del Pla de Barrés i el Pont de la Tet. Hi havia hagut el Molí de la Llaguna, o d'en Boneric, però es tracta avui dia d'un nom antic.

### Hidrònims

#### Cursos d'aigua
Pocs hidrònims rellevants es troben a la Llaguna, principalment perquè el terme és un gran pla inclinat poc solcat per cursos d'aigua que hi hagin obert camí. El principal riu és la Tet, que marca tot el límit oest i sud del terme, i el seu afluent del Rialer, que davalla de la Quillana passant a llevant del poble i rep per la dreta el Rec de l'Artiga, per l'esquerra el Rec dels Cortals, o de Coma Ermada, i altre cop per la dreta el Regueró. Al nord hi ha uns cursos d'aigua que davallen cap al vessant de l'Arieja, a Matamala: el Rec de Conill i a prop seu, ponent, el Rec d'en Calbet.

#### Estanys i embassaments
Dins del terme de la Llaguna es poden trobar el Barratge de la Salita, a la Tet, les Basses de la Jaça Petita, l'Estany (sense nom), els Estanys de la Serra, a prop al nord-oest de l'Estany, les Molleres de Font Cairada i la Presa del Rialer.

### Orònims
En el terme de la Llaguna es troben alguns topònims que indiquen formes de relleu, o espais geogràfics determinats: obagues, com el Bac i el Bac de la Font del Roc; boscs, com el Bosc Comunal de la Llaguna, el Bosc dels Cortals, el Bosc Estatal de Barrès, un tram del Bosc Estatal del Camí Ramader, el Bosquet (dos de diferents); colls, com el Coll de la Jaguinta, el Coll de la Llosa, el Coll de la Quillana, o de Castelló, el Coll del Comall; comes, com la Coma, Coma Curta, Coma de Baix, Coma de Dalt, Coma Ermada, el Comall, la Comella i les Escomes; costes, com la Costa; muntanyes, com el Pic de la Tallada, el Puig de Calbet, el Puig de la Tossa, o la Tossa, o la Tossa d'en Maig, i el Puig del Castelló; planes, com el Pla de Barrès, el de les Postes, el de Llosent, el de l'Ós, el del Príncep, el del Príncep Gros, el del Príncep Petit, el dels Avellans, el de la Bernada, el Planàs i els Plans; roques específiques, com la Roca Cornuda, la Roca de la Berena, el Roc de Carboneres, el Roc del Serrat de l'Estany d'Auda i el Roc Roig; serres i serrats, com la Serra, el Serradàs, Serra de Coma Curta, Serra del Mel, Serra dels Fangs, Serrat de Junot, Serrat de la Coma de l'Egua, Serrat de les Forques, Serrat de l'Estany d'Auda, Serrat de Priol i Serrat de Puig de Calbet, i solanes, com el Solà de la Borda, el de la Llaguna, el de la Quillana, el de la Tossa, el del Molí i els Solans de Font de Miquel.

### El terme comunal
Les partides i indrets específics del terme són l'Acordió, l'Aeròdrom de Montlluís - la Quillana, l'Artiga, els Abeuradors, les Basses, la Beça, la Borda, la Bosiga, el Camp del Roig, el Camp de Solera, el Camp Major, la Canya de l'Ós, el Cap de l'Estany, la Cardosa, el Carretal (dos de diferents), la Closa, els Colls, la Corbera, el Còrrec, el Cortal, la Cortalassa, la Creu del Seny, la Durana, els Emprius, les Escarbesses, l'Església Vella, els Estanys de la Serra, els Fangots, el Forat de la Xemeneia Baixa, la Freixa, la Jaça de la Llebre, la Jaça del Pla de Llosent, la Jaça d'en Calbet, la Jaça Nova, la Jaça Petita, les Jacetes, la Jaguinta, el Molí, la Mollera Cremada, la Mollera Llarga, les Molleres d'en Nem, el Pallissó, el Pas de Ro, els Pasquers Reials, la Prada de Barrès, la Prada de la Llaguna, la Prada dels Cortals, la Prada de Baix, la Prada de Dalt, el Prat de l'Airet, el Prat de la Vila, els Prats de la Bassa, els Prats Marrà, la Quillana, els Raonals, el Ras de la Quillana, o de la Llaguna, el Ravar, la Redubta, el Regueró, el Rialer, el Rubal, la Salita, Sant Valentí, la Tallada, els Tallats, els Tarters i la Torre. Alguns dels topònims corresponen a senyals termenals: la Creu del Bac de la Font del Roc, la Creu del Camp d'en Puig, la Creu del Camp d'en Viader, la Creu de les Carboneres, la Creu del Serrat del Bosquet i el Prat d'en Tallant.

## Transports i comunicacions

### Carreteres
Solquen el terme de la Llaguna diverses carreteres departamentals: la D - 4c, la D - 32, la D - 32a, variant de l'anterior, la D - 60 i la D - 118.
- La D - 4c (D - 4, a Orellà - D - 118, a la Llaguna) és la carretera que enllaça la Llaguna amb les Garrotxes de Conflent: passa per Aiguatèbia, que és a 10,7 km, i a través de la carretera D - 4f, enllaça amb Caudiers de Conflent, a 10,4.
- La D - 32 (D - 118, a la Llaguna - D - 118, a Formiguera), que no passa pel nucli urbà de la Llaguna, però hi enllaça a través de la D - 32a, mena als pobles capcinencs dels Angles i Formiguera. Els Angles és a 9,8 km de la Llaguna, i Formiguera, a 15,1 (però és més directe des de la Llaguna l'accés per la D - 118).
- La D - 32a (D - 32, a la Llaguna - La Llaguna) és la variant de l'anterior que permet l'accés al poble de la Llaguna en un quilòmetre i mig.
- La D - 60 (D - 118, a la Llaguna - Llac de la Bollosa) recorre tot el sector nord-oest del terme de la Llaguna, entra en el dels Angles i arriba als peus del Llac de la Bollosa en 13,4 km.
- La D - 118 (N - 116, a la Cabanassa - límit del Capcir, a Puigbalador), que enllaça la Llaguna amb la major part dels pobles del Capcir, directament o indirecta, i amb la comarca (parçan, en occità) llenguadociana del Donasà. Per aquesta carretera la Llaguna dista 6,5 km de Matamala, 10,3 de Formiguera i 15 de Puigbalador.

### Ferrocarril
Dins del terme de la Llaguna no hi ha servei de ferrocarril, però és força propera l'Estació de la Cabanassa, de la línia del Tren Groc.

### Transport públic col·lectiu
Per la Llaguna passen les línies 260 i 261 del transport col·lectiu departamental de Le bus à 1 €. A més, pot disposar també del TAD (Transport à la demande), com els altres pobles de la comarca. La línia 260 uneix Perpinyà amb la Cerdanya passant per Prada, fins on és directa des de la capital del Rosselló, Rià, Vilafranca de Conflent, Serdinyà, Oleta, Toès, Fontpedrosa, Fetges, Montlluís, Bolquera, Font-romeu, Èguet, Targasona, Angostrina, Vilanova de les Escaldes, Ur, Enveig, la Tor de Querol, la Cabanassa, Sallagosa, Er, Naüja, Oceja, la Guingueta d'Ix, Ur (fent un bucle a l'Alta Cerdanya), Enveig, la Tor de Querol, Porta i Portè. Aquesta línia circula de dilluns a dissabte amb quatre serveis diaris en direcció a la Cerdanya i cinc en direcció a Perpinyà, més un servei diari extra divendres i dissabte i tres serveis en cada direcció el diumenge. Tanmateix, els habitants de la Llaguna s'han de desplaçar a la Cabanassa o a Montlluís per tal de fer ús d'aquest servei.
D'altra banda, la línia 261, que enllaça amb l'anterior per tal d'anar cap a Perpinyà, fa el traçat de Montlluís a Formiguera passant per la Llaguna, els Angles i Matamala. Cobreix tres serveis diaris en cada direcció, i un de sol el diumenge i dies de festa.

### Els camins del terme
Hi ha camins interiors del terme de la Llaguna, com el Camí o Pista de Bernadí, el Camí de Clavera, Camí de la Balmeta, o del Pla del Boc, Camí de la Serra, Camí de la Torre, Camí del Coll de Jaguinta, Camí del Cortal, Camí dels Emprius, Camí Ramader dels Pasquers Reials, el Carretal dels Cortals; d'altres camins menen als pobles i termes veïns: Camí de Caudiers, Camí de Fetges, Camí dels Capcinesos, o Capcinencs, Camí dels Cortals a Montlluís, Camí de Sautó, Camí Ral, o Camí de Formiguera, Camí Vell de Caudiers, des dels Cortals, Camí Vell de Caudiers, des de la Llaguna, Camí Vell dels Angles, Camí Vell dels Angles a Montlluís, Camí Vell dels Cortals, Carrerada de Matamala als Pasquers Reials, la Ruta de Caudiers, la Ruta de la Bollosa, la Ruta dels Angles, la Ruta de Matamala i la Ruta de Montlluís.

## Activitats econòmiques
Tradicionalment, la Llaguna centrava la seva economia en l'explotació forestal i en les abundants pastures del terme, i bastant menys, en l'activitat agrícola tradicional. Aquesta darrera conserva un petit paper: menys de 10 explotacions agrícoles conreen prop de 200 hectàrees, principalment dedicades a pastures i farratge, però també a cereals i horticultura. Hi ha bestiar boví (uns 200 caps) i equí, en augment els darrers anys. La llet produïda a la Llaguna és duta a una cooperativa d'Er.
Des del darrer quart del segle xx, a la Llaguna s'han desenvolupat activitats relacionades amb el turisme de muntanya. A ponent de l'Aeròdrom de Montlluís, a la Quillana, hi ha una estació d'esquí, tot i que de dimensions reduïdes, amb serveis de telesquí. També hi ha un centre d'esquí de fons, un de vol a vela i serveis d'allotjament i restauració, des d'un càmping a prop de la Tet fins a hotels i cases d'allotjament rural. En aquest sentit, la Llaguna es beneficia també de la proximitat amb Font-romeu i Superbolquera.

## Història
Els primers esmenta de la Llaguna són a ran de la conquesta del Rosselló pe Carlemany, l'any 811. Després, el 866 fou fundada la primera església de Sant Vicenç, a l'emplaçament del poble vell, uns 700 metres a l'oest de l'emplaçament actual, en el lloc que en el Cadastre napoleònic del 1812 apareix com Iglésia Vella.
El Vilar de la Llagona fou donat l'any 942 pel comte de Cerdanya Sunifred al monestir de Sant Miquel de Cuixà; aquesta possessió fou confirmada per diversos papes de darreries del segle X i principis de l'XI. Pertanyia a la pabordia major del monestir, pertinença que perdurà fins a la fi de l'Antic Règim (per exemple, el 1011, per Sergi IV, que esmenya la Villam Lacunam cum eglesia sancti Vincentii).

## Demografia

### Demografia antiga
La població està expressada en nombre de focs (f) o d'habitants (h)
| 56 f | 20 f | 11 f | 4 f | 5 f | 4 f | 27 f | 21 f | 273 h | 50 f | 50 f |

(Fonts: Pélissier, 1986.)

### Demografia contemporània
| Evolució de la població |      |      |      |      |      |      |      |      |
| 1793                    | 1800 | 1806 | 1821 | 1831 | 1836 | 1841 | 1846 | 1851 |
| 295                     | 303  | 331  | 414  | 447  | 475  | 482  | 480  | 450  |

| 1856 | 1861 | 1866 | 1872 | 1876 | 1881 | 1886 | 1891 | 1896 |
| ---- | ---- | ---- | ---- | ---- | ---- | ---- | ---- | ---- |
| 466  | 470  | 468  | 442  | 455  | 451  | 407  | 411  | 345  |

| 1901 | 1906 | 1911 | 1921 | 1926 | 1931 | 1936 | 1946 | 1954 |
| ---- | ---- | ---- | ---- | ---- | ---- | ---- | ---- | ---- |
| 376  | 375  | 343  | 285  | 259  | 225  | 226  | 206  | 212  |

| 1962 | 1968 | 1975 | 1982 | 1990 | 1999 | 2004 | 2009 | 2014 |
| ---- | ---- | ---- | ---- | ---- | ---- | ---- | ---- | ---- |
| 171  | 164  | 138  | 214  | 243  | 263  | 285  | 246  | 230  |

| 2015 |
| ---- |
| 226  |

Fonts: Ldh/EHESS/Cassini fins al 1999, després INSEE a partir deL 2004

### Evolució de la població

Població 1962-2008

## Administració i política

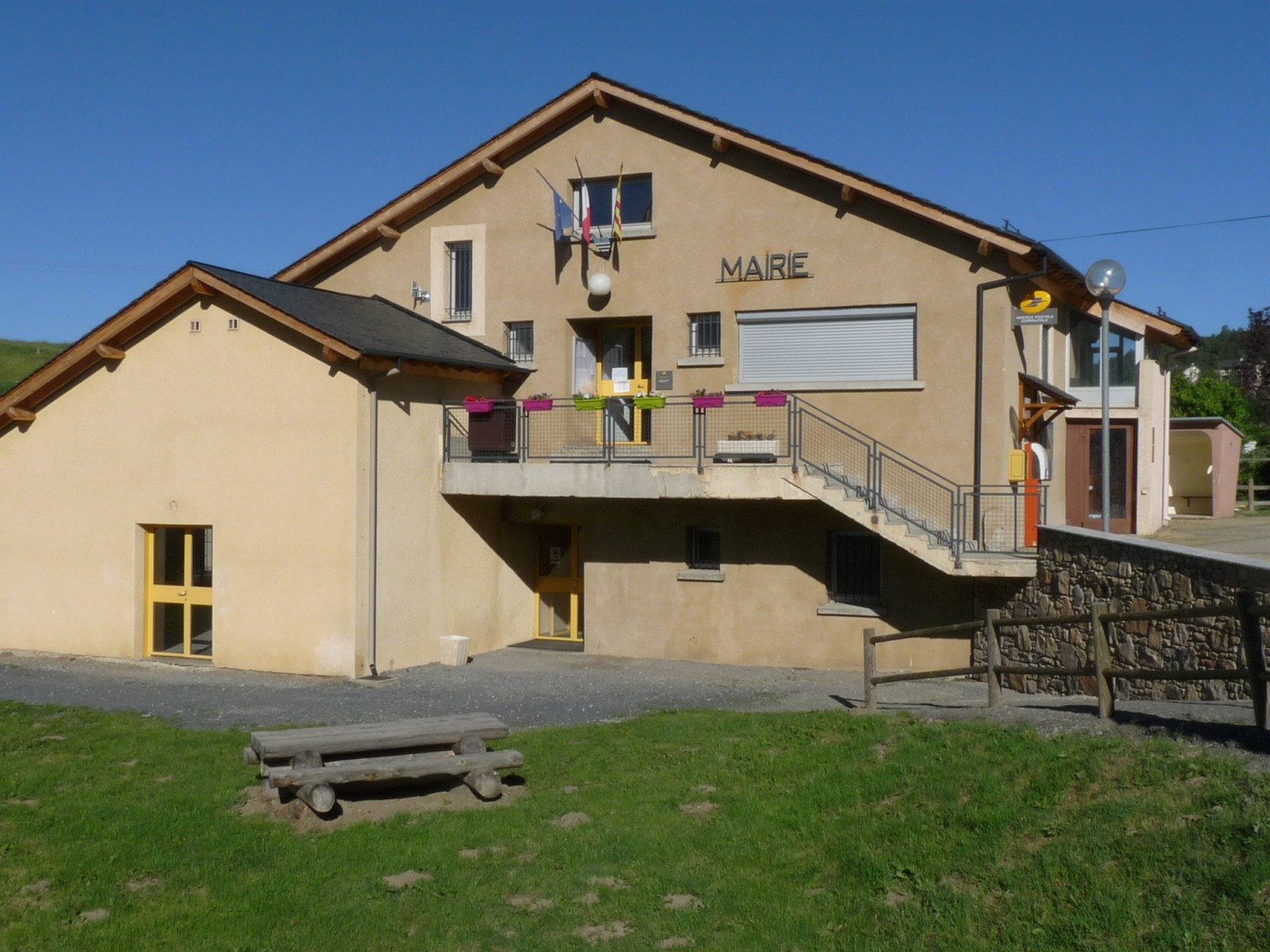
La Casa del Comú de la Llaguna

### Batlles
| Alcalde             | Període                       |
| ------------------- | ----------------------------- |
| Baptiste Fonbère    | 1913 - 1914                   |
| Martin Corrieu      | 1914 - 1917                   |
| Baptiste Fonbère    | 1917 - 1919                   |
| Antoine Trilles     | 1919 - 1925                   |
| Gilles Nobet        | 1925 - 1929                   |
| Jean Aspero         | 1929 - 1939                   |
| Isidore Puig        | 1939 - 1940                   |
| Jean Aspero         | 1940 - 1983                   |
| François Corrieu    | 1983 - 1989                   |
| Philippe Massot     | 1989 - Juny del 1995          |
| Guy Milani          | Juny del 1995 - Març del 2008 |
| Marcel Fourcade     | Març del 2008 - Març del 2014 |
| Jean-Pierre Astruch | Març del 2014 - Moment actual |

### Legislatura 2014 - 2020

#### Batlle
- Jean-Pierre Astruch.

#### Adjunts al batlle[14]
- 1r: José Gonzalez
- 2a: Michèle Arago
- 3r: Jean-François Corrieu.

#### Consellers municipals
- Jean-Jacques Pages
- Christine Cazenave
- Jean-Claude Robert
- Mathieu Woerner
- Gérard Giralt
- Marie-Louise Aspero-Gauthier
- Louis Corrieu.

### Adscripció cantonal

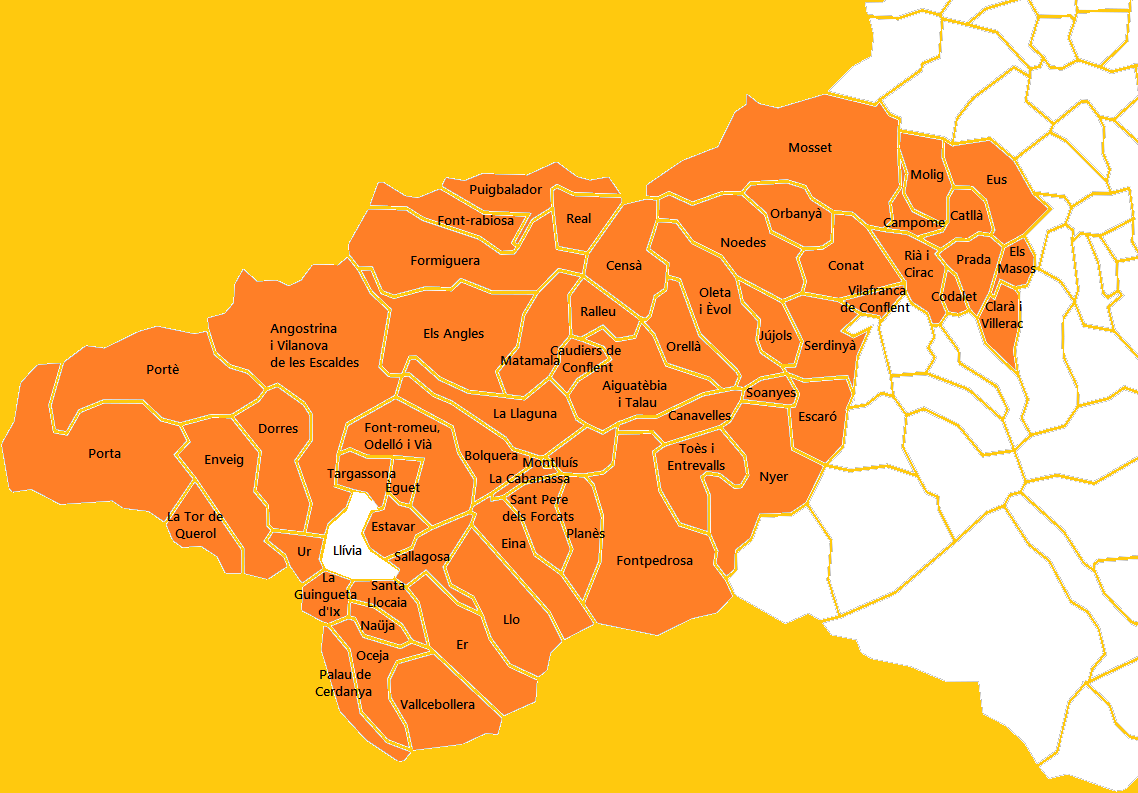
Mapa del Cantó dels Pirineus Catalans

A les eleccions cantonals del 2015 la Llaguna ha estat inclòs en el cantó número 13, dels Pirineus Catalans, que inclou els pobles d'Angostrina i Vilanova de les Escaldes, Bolquera, Dorres, Èguet, Eina, Enveig, Er, Estavar, Font-romeu, Odelló i Vià, la Guingueta d'Ix, Llo, Naüja, Oceja, Palau de Cerdanya, Porta, Portè, Sallagosa, Santa Llocaia, Targasona, la Tor de Querol, Ur i Vallcebollera, de la comarca de l'Alta Cerdanya, els Angles, Font-rabiosa, Formiguera, Matamala, Puigbalador i Ral, de la del Capcir, i les viles de Montlluís, Prada i Vilafranca de Conflent i els pobles d'Aiguatèbia i Talau, la Cabanassa, Campome, Canavelles, Catllà, Caudiers de Conflent, Censà, Clarà i Villerac, Codalet, Conat, Escaró, Eus, Fontpedrosa, Jújols, la Llaguna, Els Masos, Molig, Mosset, Noedes, Nyer, Oleta i Èvol, Orbanyà, Orellà, Planès, Ralleu, Rià i Cirac, Sant Pere dels Forcats, Sautó, Serdinyà, Soanyes i Toès i Entrevalls, de la del Conflent, amb capitalitat a Prada. Són conselleres per aquest cantó Jean Castex i Hélène Josende, de la Unió de la Dreta.

### Serveis comunals mancomunats
La Llaguna forma part de la Comunitat de comunes dels Pirineus Catalans, amb capitalitat a la Llaguna, juntament amb Aiguatèbia i Talau, els Angles, Bolquera, la Cabanassa, Caudiers de Conflent, Censà, Eina, Font-romeu, Odelló i Vià, Font-rabiosa, Formiguera, Matamala, Montlluís, Planès, Puigbalador, Ralleu, Real, Sant Pere dels Forcats i Sautó.

## Ensenyament i Cultura

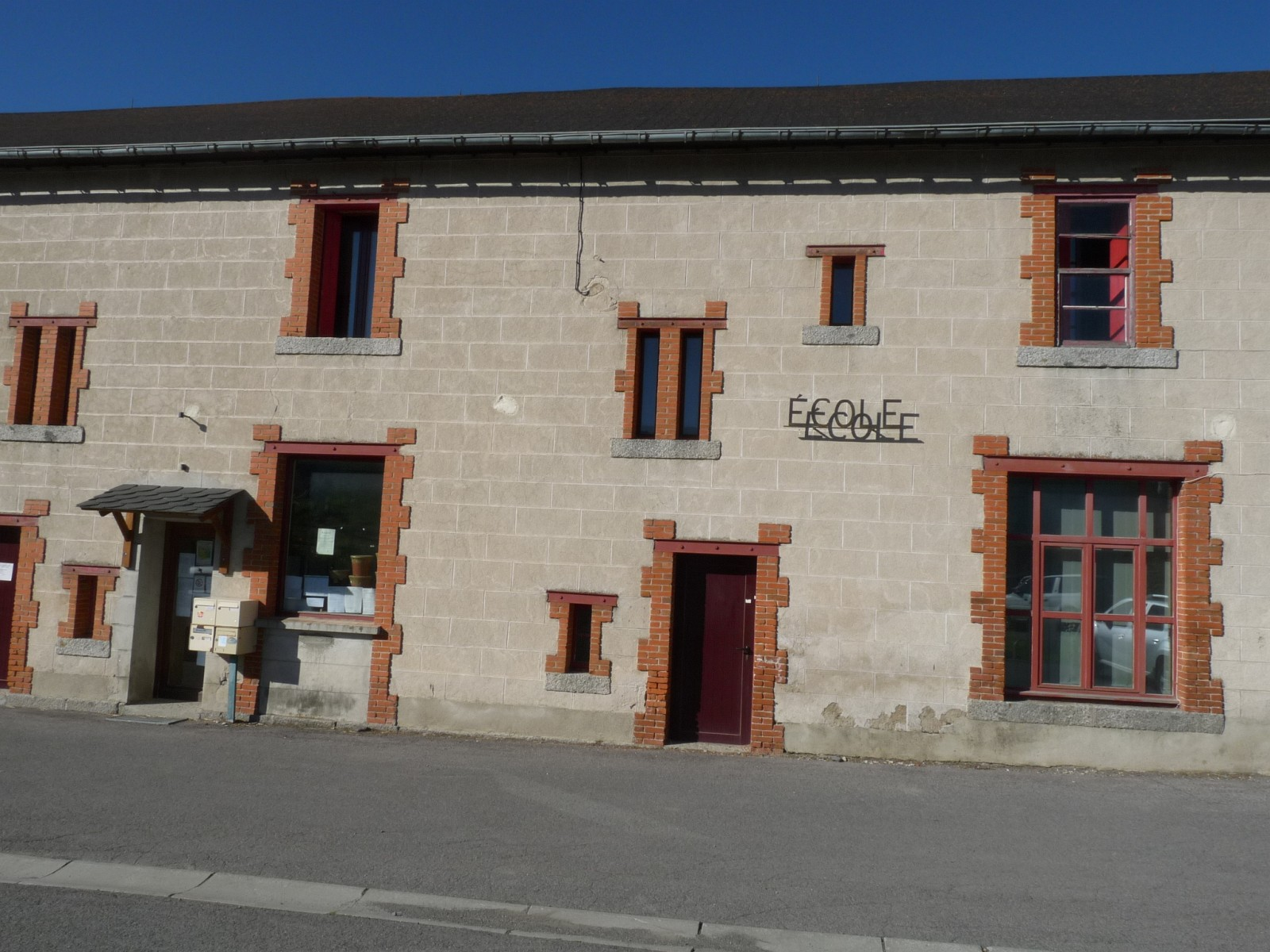
L'escola de la Llaguna

L'escola de la Llaguna forma part actualment d'un agrupament pedagògic intercomunal entre la Llaguna, Sant Pere dels Forcats, Montlluís i la Cabanassa. A cadacun dels tres darrers pobles hi ha una secció maternal. L'escola elemental està repartida entre Sant Pere dels Forcats per al nivell més baixa, el primari, Montlluís per al primer curs d'elemental i la Llaguna per al segon d'elemental; a la Cabanassa hi ha els dos cursos d'ensenyament mitjà. L'escola és al poble mateix, a la carretera de Montlluís.
Per a continuar els seus estudis, els joves i adolescents de la Llaguna poden assistir també a les escoles primàries de Bolquera, la Cabanassa, Fontpedrosa, Font-romeu, Montlluís o Sant Pere dels Forcats. Per a la secundària, als col·legis de Font-romeu, la Guingueta d'Ix o Oceja, i per al batxillerat, els liceus de Font-romeu o la Guingueta d'Ix.